# Careproctus herwigi
Careproctus herwigi är en fiskart som beskrevs av Andriashev, 1991. Careproctus herwigi ingår i släktet Careproctus och familjen Liparidae. IUCN kategoriserar arten globalt som otillräckligt studerad. Inga underarter finns listade.